# Powinowactwo osiowe
Powinowactwo osiowe – rodzaj przekształcenia afinicznego na płaszczyźnie.

## Definicja
Powinowactwo osiowe {\displaystyle f} o osi {\displaystyle k} jest to takie przekształcenie afiniczne na płaszczyźnie, w którym prosta {\displaystyle k} jest prostą punktów stałych tego przekształcenia.
Równoważna definicja: Odwzorowanie geometryczne {\displaystyle f} na płaszczyźnie nazywamy powinowactwem osiowym o osi {\displaystyle k,} jeżeli każda prosta nierównoległa do prostej {\displaystyle k} i jej obraz pokrywają się lub przecinają się w punkcie leżącym na osi {\displaystyle k.}
Wektor powinowactwa jest to uporządkowana para punktów nie leżąca na osi {\displaystyle k{:}} dowolny punkt {\displaystyle A} i jego obraz punkt {\displaystyle A'.}
Kierunek powinowactwa jest zbiór wszystkich prostych równoległych do wektora powinowactwa.
Stosunek powinowactwa jest to liczba {\displaystyle s} spełniająca warunek: {\displaystyle {\vec {A_{P}'A'}}=s\cdot {\vec {A_{P}A}},} gdzie punkty {\displaystyle A_{P}} i {\displaystyle A'_{P}} są rzutami prostokątnymi punktu {\displaystyle A} i jego obrazu {\displaystyle A'} na oś {\displaystyle k.}

## Własności
- Dla dowolnych punktów {\displaystyle A} i {\displaystyle B} niebędących punktami stałymi powinowactwa osiowego {\displaystyle f} proste {\displaystyle Af(A)} i {\displaystyle Bf(B)} są równoległe.
- Jeśli wektor powinowactwa jest zerowy {\displaystyle (A=A'),} to powinowactwo osiowe staje się przekształceniem tożsamościowym.
- Jedynymi punktami stałymi w powinowactwie osiowym różnym od tożsamościowego są punkty osi powinowactwa {\displaystyle k.}
- Jedynymi prostymi stałymi powinowactwa osiowego nietożsamościowego jest oś powinowactwa {\displaystyle k} i wszystkie proste równoległe do kierunku powinowactwa.
- Powinowactwo osiowe jest wyznaczone jednoznacznie, gdy podamy oś powinowactwa {\displaystyle k} i wektor powinowactwa.
- Powinowactwo osiowe jest wyznaczone jednoznacznie, gdy podamy oś powinowactwa {\displaystyle k,} kierunek powinowactwa oraz stosunek powinowactwa {\displaystyle s} różny od 1.

## Niezmienniki
- stosunek długości równoległych odcinków
- stosunek podziału wektora
- stosunek pól figur

## Fakty
Można udowodnić, że każde przekształcenie afiniczne daje się przedstawić jako złożenie pewnego powinowactwa osiowego i pewnego podobieństwa.
Rodzaje powinowactwa osiowego:
- powinowactwo prostokątne – kierunek powinowactwa jest prostopadły do osi powinowactwa,
- powinowactwo ścinające (ścięcie) – kierunek powinowactwa jest równoległy do osi powinowactwa,
- symetria skośna – środek wektora powinowactwa leży na osi powinowactwa,
- symetria osiowa – kierunek powinowactwa jest prostopadły do osi i środek wektora leży na osi.

Każde przekształcenie afiniczne na płaszczyźnie jest powinowactwem osiowym lub złożeniem co najwyżej trzech powinowactw osiowych. Z tego wynika, że powinowactwa osiowe generują grupę przekształceń afinicznych.